# 周巿
周巿，秦末魏國人，陳勝、吳廣發動大澤之變時的將領。

## 生平
陳勝派周巿攻取魏地之後，起義的諸侯派出戰車，推戴周巿擔任魏王，但周巿認為應該擁立魏國宗室，拒絕為王，說：“天下昏乱的時候，才能知道誰是忠臣。現在天下都反秦起義，為了道義，一定要擁立魏王的後裔才可以。」並到陳縣迎原魏王假之弟魏咎為王，魏咎拜周巿為魏國宰相。
秦將章邯擊敗陳勝後，攻擊魏國，進兵臨濟，魏咎派周巿到齊、楚求援。楚遣項它、齊派田巴領兵援魏，但皆不敵秦兵，周巿兵敗被殺。魏咎為了城中黎民性命，於是自焚而死，以換取秦兵不屠城。